# توکای آزتک
توکای آزتک (نام علمی: Ridgwayia pinicola) گونه‌ای از پرندگان خانواده توکایان (Turdidae) است که عمدتاً در مکزیک یافت می‌شود، اما گاهی سرگردان‌ها در ایالات متحده دیده می‌شوند. زیستگاه طبیعی آن جنگل‌های کوهستانی است. فهرست سرخ IUCN آن را به عنوان گونه‌ای که کمترین نگرانی را نشان می‌دهد، معرفی می‌کند.